# Локшина цук-сін

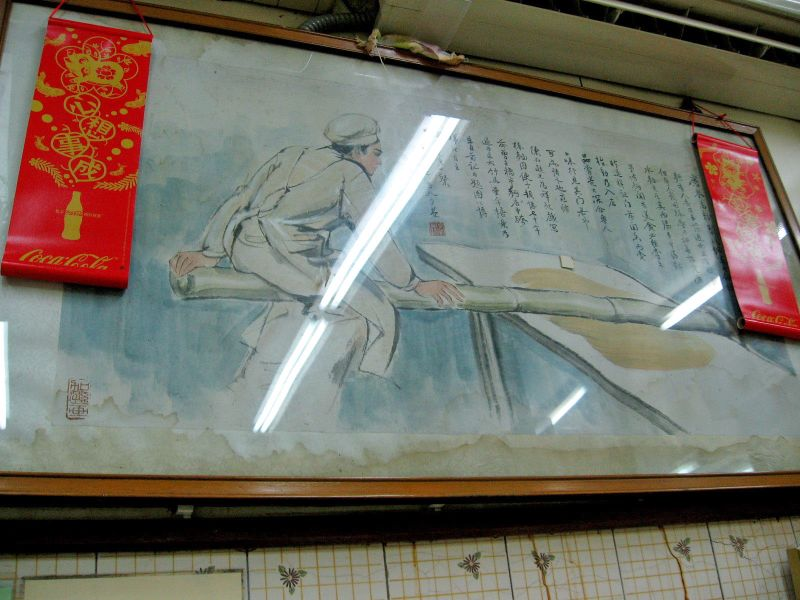
Малюнок процесу виготовлення локшини цук-сін

Локшина цук-сін (кит. трад. 竹昇麵, спр. 竹升面) — страва кантонської кухні, різновид яєчної вермішелі. Традиційна страва провінції Гуандун, Гонконгу та Макао. 
Локшину цук-сін виготовляють із хлібного борошна, качиних яєць і злегка лужної води. Качині яйця і вода надають локшині характерного яєчного аромату і консистенції. Традиційно, тісто пресує кухар дебелою бамбуковою палицею. Палиця закріплена на столі одним кінцем, а на іншому кінці сідає та «їздить» кухар. Розкатане таким чином тісто складають, обсипають борошном, нарізають на стрічки, які потім багаторазово розтягують до утворення тонких «ниток» вермішелі.
Локшину цук-сін найчастіше їдять із супом з риби, креветок чи свинячих кісток, із вонтонами чи шматочками яловичини. Також локшину можна їсти впереміш із соусом.